# Gisèle Mendy
Gisele Mendy (sinh ngày 19 tháng 12 năm 1979) là một judoka người Sénégal, người thi đấu cho các hạng trung. Cô đã giành được ba huy chương cho bộ phận của mình tại Giải vô địch Judo châu Phi (2005, 2006 và 2008). Cô cũng đã giành được một huy chương bạc trong cùng một bộ phận tại Đại hội Thể thao toàn châu Phi 2007 ở Algiers, Algérie, thua cuộc trước Rachida Ouerdane của Algeria.
Mendy đại diện cho Senegal tại Thế vận hội Mùa hè 2008 ở Bắc Kinh, nơi cô thi đấu cho hạng cân 70 kg nữ. Cô đã thua trận đấu vòng sơ khảo đầu tiên, bởi một ippon (toàn điểm) và te gatame (khóa tay), cho Judoka Đức và huy chương đồng Olympic Annett Böhm. Bởi vì đối thủ của cô đã tiến sâu hơn vào bán kết, Mendy đã đưa ra một phát bắn khác cho huy chương đồng bằng cách vào vòng đấu lại. Thật không may, cô đã bị đánh bại trong trận đấu đầu tiên bởi Nataliya Smal của Ukraine, người đã ghi thành công một waza-ari -awasete-ippon (toàn điểm) và một kuchiki taoshi (gỡ xuống một chân), ở năm mươi hai giây.